# Nazionale maschile di baseball del Canada
La nazionale maschile di baseball canadese rappresenta il Canada nelle competizioni internazionali, come il campionato mondiale di baseball organizzato dalla International Baseball Federation. Nel suo palmarès non vanta alcun titolo ma è attualmente considerata una delle migliori nazionali sul panorama internazionale come dimostra il ranking mondiale.

## Piazzamenti

### Giochi olimpici
- 1992 : non qualificata
- 1996 : non qualificata
- 2000 : non qualificata
- 2004 : 4°
- 2008 : 6°

### World Baseball Classic
- 2006 : 9°, eliminata nella prima fase[1]
- 2009 : 13°, eliminata nella prima fase[1]
- 2013 : 12°, eliminata nella prima fase[1]
- 2017 : 15°, eliminata nella prima fase

### Campionato mondiale di baseball
- 1939 : non qualificata
- 1940 : non qualificata
- 1941 : non qualificata
- 1942 : non qualificata
- 1943 : non qualificata
- 1944 : non qualificata
- 1945 : non qualificata
- 1947 : non qualificata
- 1948 : non qualificata
- 1950 : non qualificata
- 1951 : non qualificata
- 1952 : non qualificata
- 1953 : non qualificata
- 1961 : non qualificata
- 1965 : non qualificata

- 1969 : non qualificata
- 1970 : 10°
- 1971 : 7°
- 1972 : 9°
- 1973 : non qualificata
- 1974 : 5°
- 1976 : non qualificata
- 1978 : 9°
- 1980 : 5°
- 1982 : 5°
- 1984 : non qualificata
- 1986 : non qualificata
- 1988 : 5°
- 1990 : 8°

- 1994 : 11°
- 1998 : 11°
- 2001 : 11°
- 2003 : 10°
- 2005 : 10°
- 2007 : 9°
- 2009 :  3°
- 2011 :  3°

### Giochi Panamericani
- 1979 : 8°
- 1999 :  3°
- 2011 :  1°
- 2015 :  1°
- 2019 :  2°

### Coppa Intercontinentale
- 1973: 5°
- 1975: 4°
- 1977: 8°
- 1979: non qualificata
- 1981: 5°
- 1983: 7°

- 1985: 5°
- 1987: 5°
- 1989: non qualificata
- 1991: non qualificata
- 1993: non qualificata
- 1995: non qualificata

- 1997: non qualificata
- 1999: non qualificata
- 2002: non qualificata
- 2006: non qualificata
- 2010: non qualificata